# Le Pont (film, 1981)
Pour les articles homonymes, voir Le Pont.
Pour plus de détails, voir Fiche technique et Distribution.
Le Pont (Ciao nemico) est un film italien réalisé par Enzo Barboni, sorti en 1981.

## Synopsis
Lors de la Seconde Guerre mondiale, après le débarquement allié en Sicile, un ancien pont sépare l'armée américaine et l'armée italienne qui toutes les deux ont des instructions pour le faire sauter, mais les deux armées font de leur mieux pour ne pas le faire.

## Fiche technique
- Titre français : Le pont
- Titre original :  Ciao nemico
- Réalisation : Enzo Barboni (sous le nom de « E.B. Clucher »)
- Scénario : Enzo Barboni, Marcotullio Barboni
- Photographie :
- Scénographie : Claudio Cinini
- Musique :Franco Micalizzi
- Montage:
- Maisons de distribution :
- Pays d'origine :  Italie
- Langue : italien, anglais
- Genre : Comédie,
- Durée : 82 minutes
- Dates de sortie :
  - Italie : 19 février 1982

## Distribution
- Johnny Dorelli - Lieutenant Federico Tocci
- Giuliano Gemma - Lieutenant Joe Kirby
- Vincent Gardenia - Général Brigg
- Carmen Russo - La fille
- Eros Pagni - Colonel
- Jackie Basehart - Soldat Kirk Jones
- Salvatore Borgese	- Salvatore Ficuzza
- Vincenzo Crocitti	- Soldat Meniconi
- Riccardo Garrone - Lieutenant Rondi
- Ivan Rassimov - Soldat Russ Baxter
- Jacques Herlin - Général français
- Massimo Lopez - Soldat italien
- Riccardo Pizzuti - Soldat italien
- Mickey Knox - Officier des réquisitions

## Tournage
Bien que le film soit censé se dérouler en Sicile, le tournage a eu lieu au Latium, près de  Roccasecca dans la  province de Frosinone et à Monte Romano dans la province de Viterbe.